# Prepona muson
Prepona muson är en fjärilsart som beskrevs av Hans Fruhstorfer 1905. Prepona muson ingår i släktet Prepona och familjen praktfjärilar. Inga underarter finns listade i Catalogue of Life.